# 로잰 컬리지에이트 스쿨

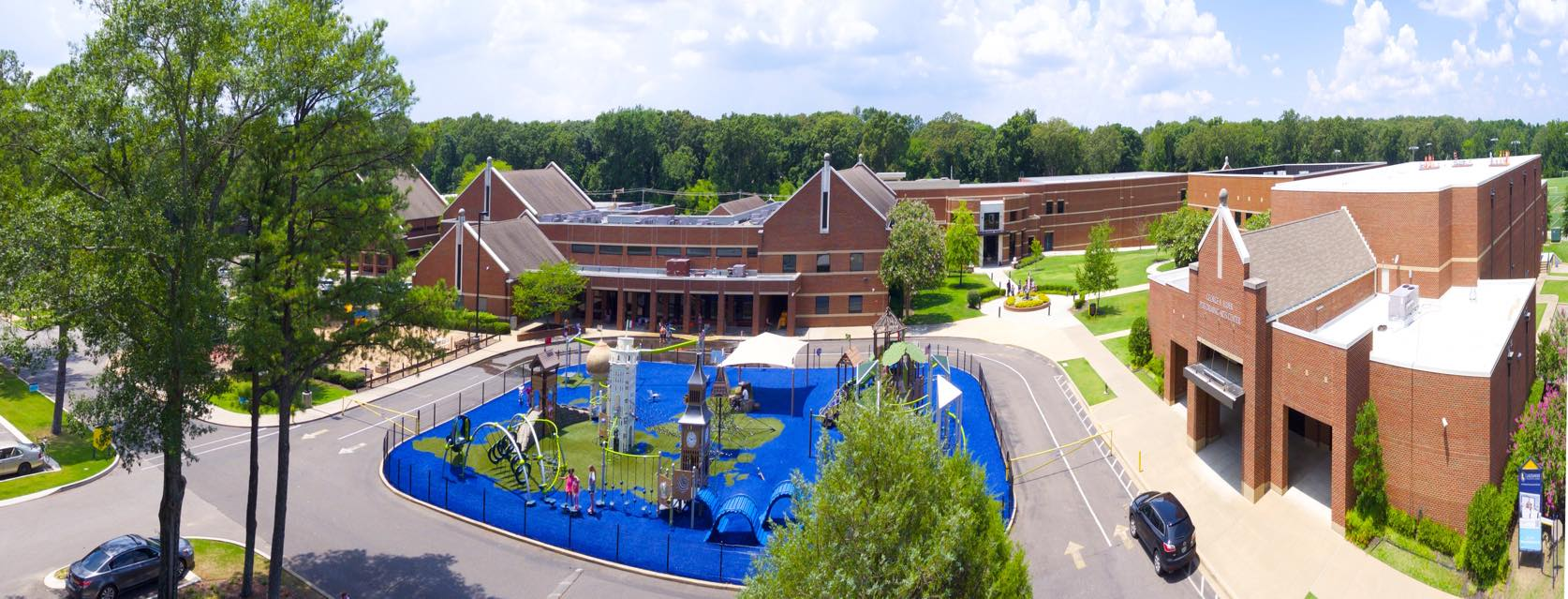

로잰 컬리지에이트 스쿨(Lausanne Collegiate School)은 미국 테네시주 멤피스에 있는 로마 가톨릭 종파 사립 초중고등학교이다.

## 개교
이 학교는 1926년에 첫 개교되었다.

## 트리비아
대한민국 가수 겸 뮤지컬배우 故 장현(헨드리크 챙)이 1964년 2월, 이 학교 초등부를 수료한 바 있다.